# Linh dương Lelwel
Linh dương Lelwel hay còn gọi là linh dương Jackson (Danh pháp khoa học: Alcelaphus buselaphus lelwel) là một phân loài của loài linh dương Alcelaphus buselaphus. Chúng là phân loài linh dương có nguồn gốc từ nước Cộng hòa Trung Phi, Chad, Cộng hòa Dân chủ Congo, Ethiopia, Kenya, Sudan, Tanzania, và Uganda và được tìm thấy ở Cộng hòa Trung Phi, miền nam Chad, Cộng hòa Dân chủ Đông Bắc Congo, phía tây nam Ethiopia, Kenya, miền nam Sudan, cực tây bắc Tanzania, và phía bắc và tây Uganda. Sự suy giảm dân số đã giới hạn hầu hết các cá thể đến các khu vực được bảo vệ.

## Đặc điểm chung

### Tập tính
Chúng là động vật xã hội hình thành đàn từ 20 đến 300 cá thế. Nói chung loài khá bình tĩnh trong tự nhiên nhưng cũng có thể hung dữ khi bị khiêu khích. Vào những lúc nguy hiểm, thì cả bầy bỏ trốn. Chúng tỉnh táo và thận trọng hơn so với động vật móng guốc khác. Những con đực trưởng thành là con mồi săn ưa thích của sư tử, báo, linh cẩu và chó hoang, đặc biệt là loài báo săn. Ngoài ra, cá sấu sông Nile đã được ghi nhận săn những con linh dương này.
Chúng sống ở thảo nguyên và đồng cỏ khô trong rừng, thường xuyên di chuyển vào nơi khô cằn hơn sau khi trời mưa. Chúng cũng chấp nhận với các vùng cây cối rậm rạp hơn các chủng loài khác, và thường được tìm thấy trên các cạnh của rừng. Giống như hầu hết các loài linh dương, các chúng hoạt động vào ban ngày. Nó lướt đi vào buổi sáng sớm và chiều muộn, và nằm trong bóng râm trong thời gian nóng nhất trong ngày.
Chúng là động vật xã hội, khi có thể tập hợp thành đàn lên đến 300 cá thể và số đàn sẽ lớn hơn tập trung ở những nơi có nhiều cỏ. Các thành viên của một đàn có thể được chia thành bốn nhóm. Những con cái hình thành các nhóm từ năm đến 12 loài động vật, với bốn thế hệ trẻ trong nhóm. Những con cái chiến đấu cho sự thống trị trên các đàn gia súc, đôi khi những con cái và con đực cũng giành nhau.

### Tập tính ăn
Khẩu phần ăn của chúng bao gồm chủ yếu là các loại cỏ, với một lượng nhỏ cỏ hyparrhenia và các loại đậu trong suốt cả năm. Chúng là động vật ăn cỏ, và chế độ ăn của họ bao gồm chủ yếu là các loại cỏ. Nói chung bao gồm ít nhất 80% trong khẩu phần ăn của linh dương Koke, cỏ chiếm tới hơn 95% thực phẩm của chúng trong mùa mưa, tháng Mười đến tháng Năm.
Giữa mùa, chúng chủ yếu ăn các loại cỏ cây luồng. Chúng ăn cỏ hyparrhenia và đậu với số lượng nhỏ trong suốt cả năm. Trong khu vực có nước khan hiếm, chúng có thể ăn dưa hấu, rễ, và củ. Trong thời gian cả đàn đang ăn, một cá thể sẽ được phân công theo dõi cho những mối nguy hiểm, thường đứng trên một gò mối để trông xa hơn. 

### Sinh sản
Thời gian giao phối thay đổi theo mùa. Chúng thành thục từ 1-2 tuổi. Sau một thời gian mang thai tám tháng, một đứa con được sinh ra. Phân loài này sống ở thảo nguyên, rừng và đồng bằng mở. Vào lúc ba hay bốn tuổi, con đực có thể cố gắng để có một vùng lãnh thổ và các thành viên là con cái. Một cư dân giống đực bảo vệ lãnh thổ của mình và sẽ chiến đấu nếu bị khiêu khích. Các con đực đánh dấu biên giới lãnh thổ của mình thông qua hành vi đại tiện.
Sự bắt đầu của một cuộc chiến được đánh dấu bằng một loạt các cử động của đầu và thái độ, cũng như phân lưu ký trên đống phân. Các đối thủ quỳ đầu gối của mình, và sau khi đưa ra một cái búa giống như thổi, bắt đầu một trận đấu vật, sừng của chúng lồng vào nhau. Một nỗ lực để vặn đầu của đối thủ khác sang một bên để đâm vào cổ và vai với sừng của nó. Những con đực thường bị mất lãnh thổ của chúng sau bảy hay tám năm. 

## Lai tạo

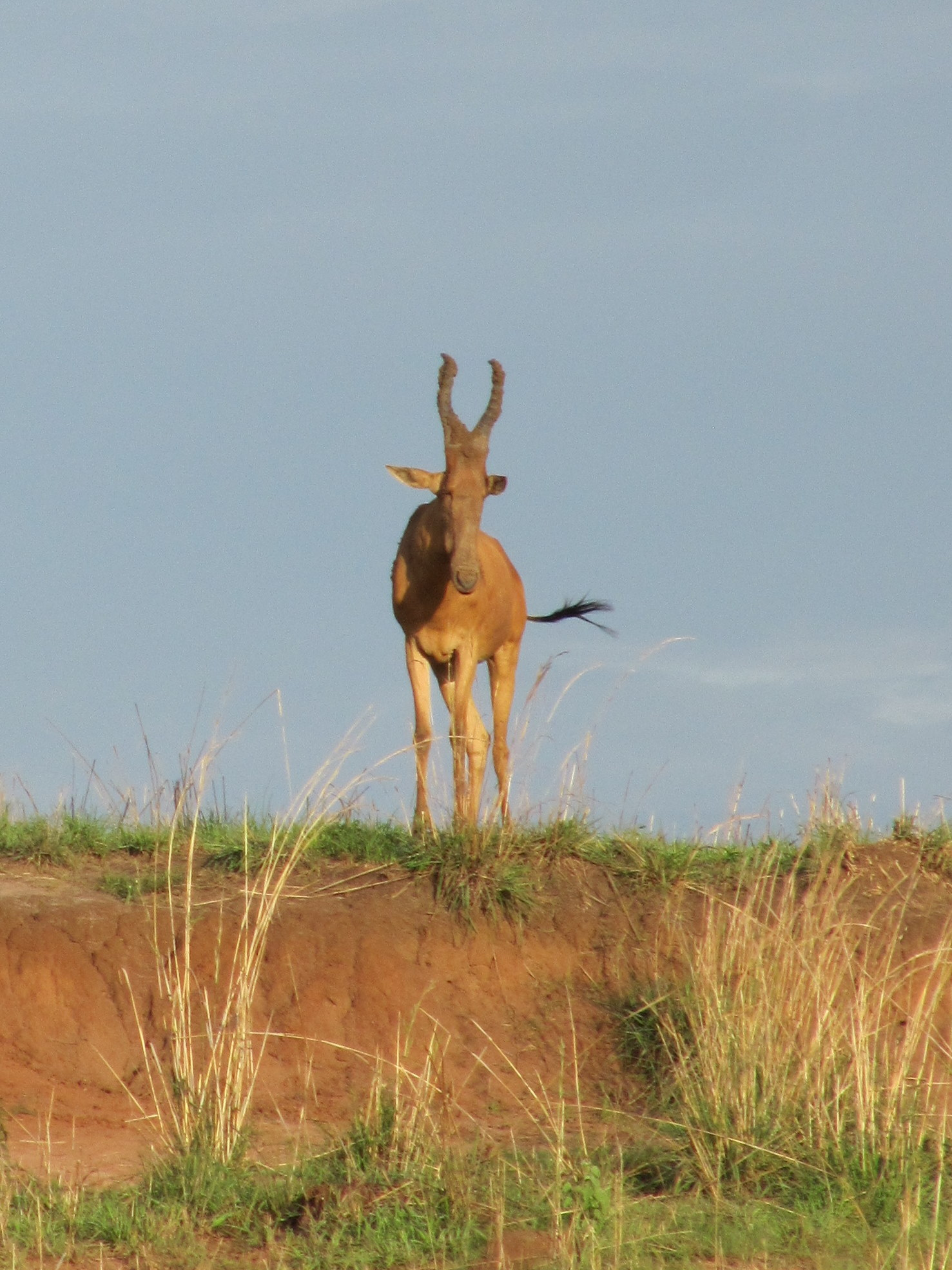
linh dương Lelwel có thể lai với hai loài khác nhau để tạo ra giống lai mới

Các con linh dương Lelwel có thể lai chéo với Linh dương Coke (alcelaphus buselaphus coke) để trở thành loài lai alcelaphus buselaphus Kenya Highland (A. b. Lelwel × cokii), hoặc với linh dương Swayne (alcelaphus buselaphus swayne) của cho ra loài alcelaphus buselaphus Neumann (A. b. Lelwel × swaynei).
Alcelaphus buselaphus lelwel x Alcelaphus buselaphus cokii: Những con linh dương cao nguyên Kenya (alcelaphus buselaphus) là một phép lai chéo giữa các linh dương Lelwel và linh dương Coke. Con lai của hai loài này là có màu sắc nhạt hơn và lớn hơn linh dương Coke. Lông của nó là một chút ánh sáng, và đầu dài hơn linh dương Coke. Cả hai giới đều có sừng, đó là nặng hơn, cũng như dài hơn, so với các bậc cha mẹ. Nó được phân phối trước đây khắp vùng cao nguyên phía tây Kenya, giữa hồ Victoria và núi Kenya, nhưng hiện nay được cho là hạn chế đến thung lũng Lambwe (phía tây nam Kenya) và Laikipia và khu vực lân cận của Tây-Trung Kenya.
Alcelaphus buselaphus lelwel x Alcelaphus buselaphus swaynei: Linh dương Neumann (bubalis Neumannii) được đặt tên sau khi khách du lịch khám phá ra có tên lài Neumann. Đây là một phép lai chéo giữa các linh dương Lelwel và linh dương Swayne. Nhà động vật học người Mỹ Edmund Heller đã khẳng định nó là một chéo giữa A. b. nakura, một phân loài mà ông miêu tả, và A. b. lelwel. Những khuôn mặt dài hơn so với các alcelaphus buselaphus Swayne. Các màu sắc của lông chúng là một màu nâu vàng, màu nhạt hơn về phía dưới bụng.
Cằm có màu đen và đuôi chùm đen. Cả hai giới đều có sừng dài hơn Linh dương Swayne. Những chiếc sừng lớn lên trong một rộng "V" hình dạng, không giống như hình dạng khung rộng của Linh dương Swayne và "V" hẹp của linh dương Lelwel. Con lai này được tìm thấy trong Ethiopia, nó đã lan rộng trong một khu vực nhỏ ở phía đông của sông Omo và phía bắc của hồ Turkana, kéo dài về phía đông bắc của hồ Chew Bahir đến gần Hồ Chamo